# Wawok
Wawok – część miasta Rybnika położona w bezpośrednim sąsiedztwie obszaru Śródmieścia. Położony jest w rejonie ulicy Jaskółczej, na północ od centrum Rybnika. 
Do 1945 kolonia w gminie jednostkowej Orzepowice w powiecie Rybnik, wchodząca w skład prowincji prowincji śląskiej (do 1919 roku), a następnie prowincji górnośląskiej. Od 1945 w powiecie rybnickim w województwie śląskim. 1 grudnia 1945 odłączony od Orzepowic i włączony do Rybnika.